# John Howe
John Howe (Vancouver, 21 agosto 1957) è un illustratore canadese conosciuto principalmente per le sue illustrazioni riguardanti la Terra di Mezzo di J. R. R. Tolkien.
È stato chiamato da Peter Jackson, insieme ad Alan Lee, per prendere parte alla realizzazione visiva del Signore degli Anelli in qualità di visual designer. Ha preso parte anche alla realizzazione del film Le cronache di Narnia - Il leone, la strega e l'armadio.
Fra le altre cose ha illustrato i libri di Robin Hobb, ha realizzato delle tavole sulla leggenda anglosassone di Beowulf, la copertina di Kata Kumbas, un gioco di ruolo italiano, e due carte del gioco di carte collezionabili Magic: l'Adunanza, la Conca del Dente Ululato (Howltooth Hollow) e la Puca del Dirupo (Crag Puca).

## Opere
- The Enchanted World: Night Creatures, 1985
- The Enchanted World: Water Spirits, 1985
- The Enchanted World: Dwarfs, 1985
- The Enchanted World: Giants and Ogres, 1985
- Images of Middle-Earth, 2000
- Fantasy Encyclopedia, 2005
- Myth and Magic: The Art of John Howe, 2006
- Fantasy Art Workshop, 2007
- Forging Dragons: Inspirations, Approaches and Techniques for Drawing and Painting Dragons, 2008
- Fantasy Drawing Workshop, 2009
- Guida ai luoghi della Terra di Mezzo. Disegni da Casa Baggins a Mordor, Bompiani, 2018 (A Middle-eart Traveller: Sketches from Bag-end to Mordor, 2018)